# Ligne Sakurai
La ligne Sakurai (桜井線, Sakurai-sen) est une ligne ferroviaire située dans la préfecture de Nara au Japon. Elle relie la gare de Nara à la gare de Takada à Yamatotakada. Également appelée ligne Man-yō Mahoroba (万葉まほろば線, Man-yō Mahoroba sen), elle est exploitée par la compagnie JR West.
La ligne Sakurai constitue la ligne U du réseau urbain de la JR West dans l'agglomération d'Osaka-Kobe-Kyoto. Le code couleur de la ligne est le rouge foncé (■).

## Histoire
La section entre Takada et Sakurai ouvre en 1893. La section entre Sakurai et Kyobate ouvre en 1898 et est prolongée à Nara l'année suivante.

## Caractéristiques

### Ligne
- Longueur : 29,4 km
- Ecartement : 1 067 mm
- Alimentation : 1 500 V par caténaire
- Vitesse maximale : 85 km/h
- Nombre de voies : voie unique

### Interconnexions
À Takada, certains trains continuent sur la ligne Wakayama jusqu'à Ōji et Gojō.

### Tracé
|  |

### Liste des gares
| Gare        | Nom japonais | Distance depuis Nara (km) | Correspondances                                                        | Ville        |
| ----------- | ------------ | ------------------------- | ---------------------------------------------------------------------- | ------------ |
| Nara        | 奈良         | 0                         | JR West : Nara, Yamatoji                                               | Nara         |
| Kyōbate     | 京終         | 1,9                       |                                                                        | Nara         |
| Obitoke     | 帯解         | 4,8                       |                                                                        | Nara         |
| Ichinomoto  | 櫟本         | 7,3                       |                                                                        | Tenri        |
| Tenri       | 天理         | 9,6                       | Kintetsu : Tenri                                                       | Tenri        |
| Nagara (ja) | 長柄         | 12,6                      |                                                                        | Tenri        |
| Yanagimoto  | 柳本         | 14,3                      |                                                                        | Tenri        |
| Makimuku    | 巻向         | 15,9                      |                                                                        | Sakurai      |
| Miwa        | 三輪         | 18,0                      |                                                                        | Sakurai      |
| Sakurai     | 桜井         | 19,7                      | Kintetsu : Osaka                                                       | Sakurai      |
| Kaguyama    | 香久山       | 21,7                      |                                                                        | Kashihara    |
| Unebi       | 畝傍         | 24,7                      | Kintetsu : Kashihara (à Yagi-nishiguchi)                               | Kashihara    |
| Kanahashi   | 金橋         | 27,3                      |                                                                        | Kashihara    |
| Takada      | 高田         | 29,4                      | JR West : Wakayama (interconnexion) Kintetsu : Osaka (à Yamato-Takada) | Yamatotakada |